# Tricyphona unicolor
Tricyphona (Tricyphona) unicolor là một loài ruồi trong họ Pediciidae. Chúng phân bố ở vùng sinh thái Palearctic.